# Enforsaken
Az Enforsaken 1998-tól 2006-ig működött melodikus death metal zenekar volt Chicagóból. Nevük az "enforcer" és a "forsaken" szavak keresztezése. Lemezeik a Lifeless/Lifeforce Records, Olympic Recordings, Crash Music Inc. kiadó gondozásában jelentek meg, de a legelső demójuk saját kézből kerültek piacra. Egy demót, egy EP-t és két stúdióalbumot adtak ki. Az együttes eredetileg a "Deadpornstar" és a "The Fallen" zenekarok mellék-projektjének számított, ám az évek alatt teljes, független együttessé nőtték ki magukat. Zeneileg leginkább a svéd "nagyok" (pl.: In Flames, At the Gates és Arch Enemy) stílusához hasonlíthatóak. Szövegeik témái: gyilkosság, halál, korrupció.

## Tagok
- Eric Kaiva - basszusgitár
- David Swanson - dobok
- Joe DeGroot - gitár
- Steven Sagala - ének
- Steve Stell - gitár

## Diszkográfia
- Demo 1999
- Embraced by Misery (EP, 2001)
- The Forever Endeavor (nagylemez, 2004)
- Sinner's Intuition (nagylemez, 2006)